# Leadfield
Leadfield est une localité américaine dans le comté d'Inyo, en Californie. Cette ancienne ville minière est aujourd'hui une ville fantôme. Protégée au sein du parc national de la vallée de la Mort, elle est inscrite au Registre national des lieux historiques depuis le 10 juin 1975.